# Oopsidius
Oopsidius is een kevergeslacht uit de familie van de boktorren (Cerambycidae). De wetenschappelijke naam van het geslacht werd voor het eerst geldig gepubliceerd in 1939 door Breuning.

## Soorten
Oopsidius omvat de volgende soorten:
- Oopsidius cetus Dillon & Dillon, 1952
- Oopsidius pictus Breuning, 1939